# Валденбург (Саксонија)
Валденбург (њем. Waldenburg) град је у њемачкој савезној држави Саксонија. Једно је од 33 општинска средишта округа Цвикау. Према процјени из 2010. у граду је живјело 4.412 становника. Посједује регионалну шифру (AGS) 14524290.

## Географски и демографски подаци
Валденбург се налази у савезној држави Саксонија у округу Цвикау. Град се налази на надморској висини од 254 метра. Површина општине износи 25,1 km². У самом граду је, према процјени из 2010. године, живјело 4.412 становника. Просјечна густина становништва износи 176 становника/km².

## Међународна сарадња
| Мјесто | Држава    | Врста сарадње | Од    |
| ------ | --------- | ------------- | ----- |
|        | Француска | партнерство   | 1991. |
| Извор  |           |               |       |